# Lleó d'Argent

Logo del festival de Venècia

El "Lleó d'Argent" (Leone d'Argento) és un premi del Festival Internacional de Cinema de Venècia que s'atorga des de l'any 1953. Des d'aquella data fins al 1990, es va repartir de manera intermitent i, amb el nom de Lleó d'Argent pel Gran Premi del Jurat, reconeixia pel·lícules apreciades pels membres del jurat internacional per certes raons determinades. A partir de l'any 1990 aquesta distinció es concedeix principalment en la categoria de la millor direcció.